# Franck Dja Djédjé
Franck Dja Djédjé (Abidjan, 2 giugno 1986) è un calciatore ivoriano con cittadinanza francese, attaccante del Nizza 2.
È fratello di Brice Dja Djédjé.

## Palmarès

### Club

#### Competizioni nazionali
- Coppa di Francia: 2

Paris Saint-Germain: 2003-2004, 2005-2006